# 玉垣額之助 (1784年生)
玉垣 額之助（たまがき がくのすけ、1784年（天明4年） - 1824年（文政7年）8月28日（8月5日））は、肥前国高来郡（現：長崎県雲仙市）出身の元大相撲力士。本名は田中 喜作（たなか きさく）（旧姓：岡田）。 最高位は西大関。

## 来歴
1784年（天明4年）に肥前国高来郡（現：長崎県雲仙市）で生まれる。当初は大坂相撲に加入していたが、後に江戸相撲・玉垣部屋へ移籍している。初土俵から間もない幕下二段目の時に徳島藩が抱え力士としようとするが、「阿波の稲は 島原の梁（よい米）に如かず」として拒否、これに感激した島原藩主・松平忠憑から1813年に徒士として召し抱えられた。
柏戸利助の良き好敵手で、当時の川柳には「（玉）垣と（柏）戸を 西と東の関に据え」「玉垣も 柏（戸）も地から 生えたよう」とあるように、東西の大関に玉垣と柏戸が並び、両者とも重い腰で熱戦を繰り広げ、なかなか土俵を割らない様子が歌われている。玉垣自身は小兵ながら技巧派の取り口で、1814年（文化11年）11月場所では実力本位の番付に再編成されたことが影響し、前頭筆頭から大関へ一期に昇進した。1823年（文政6年）には柏戸と共に五条家から横綱免許が授与されたが、柏戸が横綱土俵入りを辞退したのを見たためか、玉垣自身も辞退した。また、貰った綱も木戸口に飾っただけで横綱土俵入りを行わず、そのまま柏戸と共に横綱の話は有耶無耶となった。
玉垣は結局、一度も横綱として綱を締めることができないまま、1824年（文政7年）8月5日に現役のまま死去、40歳没。

## 主な成績
- 通算幕内成績：119勝27敗13分1預14無62休　勝率.815
- 幕内在位：25場所

### 場所別成績
| 1806年 | x                    | 東幕下10枚目 –        |
| 1807年 | x                    | x                     |
| 1808年 | x                    | 東幕下8枚目 0–0       |
| 1809年 | 東幕下12枚目 –       | x                     |
| 1810年 | x                    | 西前頭6枚目 6–2–1 1無 |
| 1811年 | 西前頭6枚目 5–3 2無  | 西前頭5枚目 3–1–2 4分 |
| 1812年 | 西前頭5枚目 4–0 1分  | 西前頭4枚目 6–2 2分   |
| 1813年 | 西前頭筆頭 5–1–2 2分 | 西小結 3–1–3 3分      |
| 1814年 | 西前頭筆頭 5–0–5     | 西大関 7–1–1 1預      |
| 1815年 | 番付非掲載 不出場    | 西大関 0–0–10         |
| 1816年 | 西大関 5–2 1無       | 西大関 7–0–1 1分1無   |
| 1817年 | 西大関 5–2–3         | 西大関 6–2–2          |
| 1818年 | 西大関 7–0–1 1分1無  | 西大関 6–1–2 1無      |
| 1819年 | 西大関 5–1–3 1無     | 西大関 3–0–6 1無      |
| 1820年 | 西大関 5–1           | 西大関 7–1–1 1無      |
| 1821年 | 西大関 6–1–2 1無     | 番付非掲載 不出場     |
| 1822年 | 番付非掲載 不出場    | 西大関 6–2–1 1無      |
| 1823年 | 西大関 3–1–2 1無     | 西大関 4–2–3 1無      |
| 1824年 | 西大関 引退 0–0–10   | x                     |
| 各欄の数字は、「勝ち-負け-休場」を示す。 優勝 引退 休場 十両 幕下 三賞：敢=敢闘賞、殊=殊勲賞、技=技能賞 その他：★=金星 番付階級：幕内 - 十両 - 幕下 - 三段目 - 序二段 - 序ノ口 幕内序列：横綱 - 大関 - 関脇 - 小結 - 前頭（「#数字」は各位内の序列） |                      |                       |

- 当時は十両の地位が存在せず、幕内のすぐ下が幕下であった。番付表の上から二段目であるため、現代ではこの当時の幕下は、十両創設後現代までの十両・幕下と区別して二段目とも呼ぶ。
- 二段目11枚目以下の地位は小島貞二コレクションの番付実物画像による。

## 改名歴
- 漣 大五郎 - 1806年10月場所 - 1810年2月場所
- 越ノ海 勇藏 - 1810年10月場所 - 1812年4月場所
- 越の海 勇藏 - 1812年11月場所 - 1813年2月場所
- 越ノ海 勇藏 - 1813年閏11月場所
- 玉垣 額之助 - 1814年4月場所 - 1824年1月場所